# Deposito locomotive di Torino Smistamento

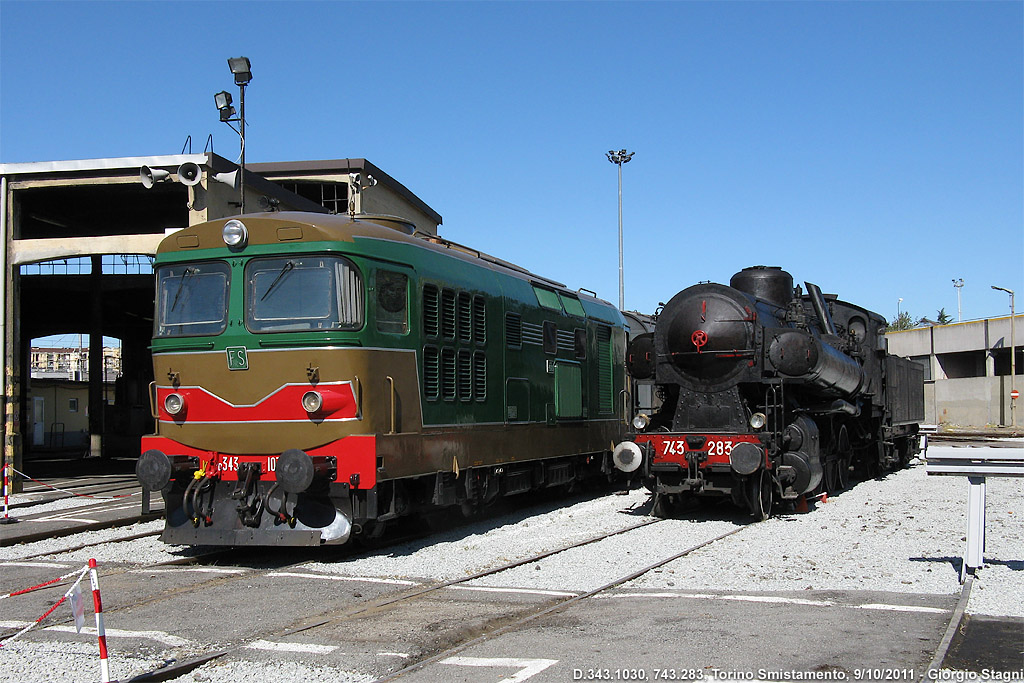
Locomotive stazionate nel deposito Smistamento

Il deposito locomotive di Torino Smistamento è un'infrastruttura di ricovero, sosta, manutenzione e rifornimento di locomotive elettriche e Diesel delle Ferrovie dello Stato. Si trova in via Chisola, a Torino, nei pressi della stazione Carducci-Molinette della metropolitana e del deposito GTT Nizza.

## Storia
Il deposito locomotive Smistamento ebbe origine poco tempo dopo la costituzione delle Ferrovie dello Stato sostituendo quello ormai insufficiente di Torino Porta Nuova e divenne completamente operativo nel 1911. Prese il nome dal fatto che venne utilizzata l'area periferica della città ove si trovava l'ampio piazzale merci. Fu costruita una rimessa circolare coperta a 51 stalli dotata di una piattaforma girevole. Per disporre di maggiore possibilità operativa venne presto ampliato con un'altra piattaforma girevole e una rimessa circolare da 20 posti per le locomotive a vapore del servizio merci. Per le operazioni di riparazione e manutenzione vennero costruiti anche due capannoni in prossimità dotati di ponte trasbordatore.
A partire dal 1917 in conseguenza dell'elettrificazione in trifase la seconda piattaforma e la relativa rimessa circolare divennero adibite al ricovero delle locomotive trifase.
Nel 1961, in seguito all'abolizione del sistema e alla trasformazione a corrente continua l'infrastruttura fu convertita al ricovero e alla riparazione delle locomotive a corrente continua.
Negli anni trenta in seguito all'avvento delle automotrici Diesel e soprattutto con la consegna degli autotreni ATR 100 divenne necessaria la costruzione di un'infrastruttura dedicata; fu costruito un capannone a 3 binari della lunghezza sufficiente al ricovero di ciascun treno completo.
Dopo la radiazione degli ATR 100 la struttura fu utilizzata per le riparazioni e la manutenzione dei mezzi di trazione Diesel. Dopo l'eliminazione della trazione a vapore le infrastrutture relative vennero adibite alle locomotive Diesel.
In atto l'impianto è classificato tra le OMR cioè è un impianto che esegue "medie riparazioni", si occupa di manutenzioni dette di primo e di secondo livello, del rialzo della cassa, della sostituzione delle sale motrici ed altre eventuali operazioni necessarie.

## Futuro
La Fondazione FS Italiane, tramite Rete Ferroviaria Italiana, nel 2023 ha avviato i cantieri per la riqualificazione, finalizzata al suo riutilizzo, della storica Rimessa circolare di Torino Smistamento.
In particolare si sta procedendo al rinforzo strutturale e, successivamente, al rifacimento degli impianti e al restauro filologico conservativo degli interni e degli esterni.
La Rimessa di Torino Smistamento, realizzata nei primi del ‘900, consta di una serie di telai a tre campate disposti a raggiera, realizzando un emiciclo caratterizzato da uno sviluppo totale di 127 metri di circonferenza esterna e 73 interna. Le campate laterali dei telai raggiungono una altezza di 6 metri, arrivando a 8,65 per quella centrale.
La Rimessa è sostenuta da una struttura di pilastri in cemento armato ed è dotata di grandi finestre e aperture, atte all'ingresso e all'uscita dei mezzi verso la piattaforma girevole elettrica di 21 metri posta al centro dell'intera struttura.
Dei 32 binari confluenti nella piattaforma girevole, 2 attraversano a raso la rimessa; gli altri 30 erano destinati al ricovero dei mezzi. Alcuni di questi sono attrezzati con fosse da visita di oltre 20 metri di lunghezza per uno di profondità, e constano della presenza, alle estremità lato interno rotonda, sotto le scalette metalliche per l'accesso, di collettori con ghisa delle acque piovane e di spurgo. Tre delle fosse sono inoltre attrezzate con cala assi a martinetti idraulici comandati da una pompa collegata ad un motore elettrico.
Terminati i lavori, dal 2027, la rimessa storica sarà utilizzata per il rimessaggio e la manutenzione dei treni storici/turistici e aperta al pubblico per eventi. Al suo interno sarà ricavata inoltre una zona espositiva per i rotabili, una zona conferenze e uno spazio da destinare ad archivio.